# Władysław Marzec
Władysław Marzec (ur. 2 lutego 1918 w Potoku-Stanach) – polski rolnik, ormowiec, poseł na Sejm PRL V kadencji.

## Życiorys
Syn Józefa i Anieli. Uzyskał wykształcenie podstawowe, z zawodu rolnik. Mieszkał we wsi Osinki. Podczas II wojny światowej uczestniczył w ruchu oporu. W 1946 został członkiem Ochotniczej Rezerwy Milicji Obywatelskiej. Uczestniczył w likwidacji oddziału Józefa Kłysia. Od 1949 do 1950 odbywał kurs przeszkolenia oficerów broni Powiatowego Urzędu Bezpieczeństwa Publicznego przy Wydziale Uzbrojenia Ministerstwa Bezpieczeństwa Publicznego w Warszawie. W latach 1946–1955 pełnił szereg funkcji w PUBP w Kraśniku (doszedł do stanowiska referenta broni). Był członkiem Gromadzkiej Rady Narodowej w Potoku Wielkim. W 1969 uzyskał mandat posła na Sejm PRL z okręgu Kraśnik z ramienia Polskiej Zjednoczonej Partii Robotniczej. W Sejmie zasiadał w Komisji Drobnej Wytwórczości, Spółdzielczości Pracy i Rzemiosła oraz w Komisji Rolnictwa i Przemysłu Spożywczego. Odznaczony Krzyżem Kawalerskim Orderu Odrodzenia Polski, Krzyżem Partyzanckim oraz Medalem Zwycięstwa i Wolności 1945. W 1979 wyróżniony wpisem do „Księgi zasłużonych dla województwa tarnobrzeskiego”.